# Myliobatis californica
A arraia-morcego (Myliobatis californica) é uma arraia da família Myliobatidae que tem uma forma semelhante a uma arraia-diamante que consiste em nadadeiras peitorais que são semelhantes a asas e terminam em pontas arredondadas. A cabeça é larga e mais alta do que as nadadeiras peitorais. Os olhos estão situados lateralmente na cabeça larga. Abaixo da frente da projeção da cabeça há uma depressão horizontal. Isso significa que, em vez de a cabeça ser plana, há um leve recuo no topo da cabeça, entre os olhos. A cauda é semelhante a um chicote e normalmente é incompleta, com pelo menos um espinho venenoso na base da cauda. O aspecto incompleto significa que a cauda é composta de cartilagem em vez de osso. O lado dorsal é preto ou marrom escuro, enquanto o lado ventral é branco, com exceção das áreas próximas às pontas ou ao disco.

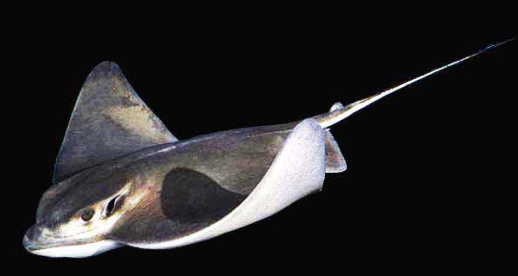
A foto mostra uma arraia-morcego (Myliobatis californica) nadando.

Os maiores espécimes podem atingir uma envergadura de 1,8 m e uma massa de 91 kg. Há um registro de que essa espécie chegou a 108 kg, mas os espécimes grandes costumam ter mais de 90 kg. Eles normalmente variam de 9,07 a 13,61 kg. O tamanho da arraia-morcego depende de muitos fatores, como alterações no habitat e diferentes condições oceanográficas e ambientais. Algumas arraias-morcego são solitárias, enquanto outras formam cardumes com milhares de indivíduos.

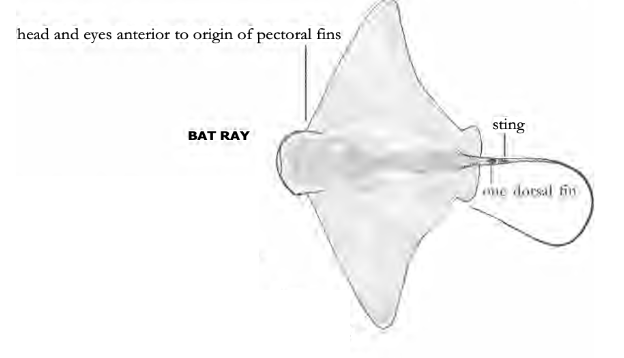
A foto mostra as principais características anatômicas da arraia-morcego.

Houve apenas um registro de albinismo nessa espécie em 1865, na costa oeste da Baixa Califórnia, no México.
Houve um registro de uma formação anormal de chifre cefálico em um macho juvenil na costa da Baixa Califórnia do Sul, no México. Esse espécime tinha um total de três chifres cefálicos, sendo um na área média rostral e dois na zona do lobo cefálico. Isso pode indicar plasticidade morfogenética nessa espécie e pode ser uma indicação de como ocorreu a evolução de outras espécies. A plasticidade morfogenética é essencialmente o conceito de que os organismos são capazes de mudar suas estruturas físicas devido a mutações genéticas ou fatores ambientais, e isso pode nos dar mais informações sobre os fatores que podem ter causado essas mudanças. Os chifres cefálicos são uma projeção flexível na parte frontal da cabeça e podem ser descritos como um aspecto modificado das nadadeiras peitorais. Esses chifres cefálicos são usados para empurrar o alimento para a boca durante a alimentação. As arraias-morcego normalmente têm apenas dois chifres cefálicos e eles são mais reduzidos em comparação com outras espécies de arraias.

## Distribuição

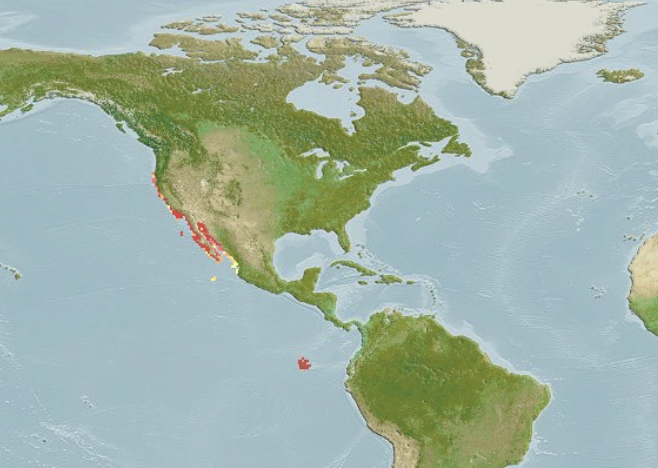
A imagem acima é um mapa de alcance da arraia-morcego com as probabilidades relativas de ocorrência mostradas em uma escala de cores.

A arraia-morcego pode ser encontrada em oceanos tropicais e temperados, desde a região central do Oregon, nos EUA, até o México, no Golfo da Califórnia. A arraia-morcego (Myliobatis californica) é encontrada em lagos lamacentos ou arenosos, estuários e baías, leitos de algas da ordem Laminariales e litorais de fundo rochoso. Também é encontrada na área ao redor das Ilhas Galápagos. Normalmente, essa espécie pode ser encontrada em seções planas de água com um trecho de areia entre rochas ou com fundo rochoso. É comumente encontrada em baías e lagos dentro da área da costa. É comum encontrá-los ao redor de ilhas no litoral, incluindo San Clemente, Ilha Anacapa e Santa Rosa. Elas foram observadas durante o verão e a primavera em San Clemente. Em março e abril, são comuns nas águas rasas de Santa Rosa. Durante o verão, são comuns nas águas rasas ao redor da Ilha Anacapa. As arraias-morcego podem viver em qualquer lugar, desde a superfície até 150 pés abaixo da superfície, e se concentram principalmente entre 8 e 100 pés abaixo da superfície.

## Biologia

### Reprodução
A reprodução da arraia-morcego é ovovivípara. Isso significa que os ovos são retidos pela fêmea e eclodem dentro dela em um processo que se assemelha a um nascimento vivo. Elas se acasalam anualmente, na primavera ou no verão, e têm um período de gestação de nove a doze meses. Após o término desse período de gestação, os filhotes nascem. O tamanho da ninhada varia de dois a dez filhotes - os filhotes emergem primeiro com a cauda, com as nadadeiras peitorais enroladas ao redor do corpo, e a espinha venenosa é flexível e coberta por uma bainha que se desprende poucas horas após o nascimento. As arraias-morcego vivem até 23 anos.
As arraias-morcego copulam enquanto nadam com batidas sincronizadas - o macho sob a fêmea. O macho insere um clásper na cloaca da fêmea, canalizando o sêmen para dentro do orifício para fertilizar seus ovos.
O tamanho de maturidade sexual da fêmea é geralmente maior do que o do macho. Eles têm viviparidade histotrófica com o número de embriões em fêmeas grávidas variando de dois a cinco filhotes. A viviparidade histotrófica é quando os embriões dentro do oviduto obtêm sua nutrição de secreções uterinas em vez de uma vesícula vitelina para crescer durante a gestação sem a necessidade de uma placenta.
Para os machos, a maturidade sexual ocorre em uma largura de disco de 622 mm e um peso de cerca de 3,7 kg por volta dos 2-3 anos de idade. A largura do disco vai da ponta à ponta de cada uma das laterais do corpo. Essas arraias terão uma transição abrupta na relação entre o clásper e a largura do disco quando atingirem a maturidade sexual. Isso faz com que 2 a 6 elementos cartilaginosos cresçam na extremidade distal do clásper, próximo ao final do clásper.
Para as fêmeas, a maturidade sexual completa é atingida quando 63% da largura assintótica do disco é atingida aproximadamente aos 5-6 anos de idade. Essa arraia tem um ovário direito essencialmente não funcional, além de úteros direito e esquerdo que podem funcionar normalmente. As fêmeas podem carregar quatro classes de tamanho de óvulos. As arraias-morcego maiores terão um tamanho e um número maior de ovos. As arraias-morcego têm baixa fecundidade.
O tamanho ao nascer pode variar de 220 a 305 mm. A arraia-morcego se reproduz durante o verão e segue um ciclo reprodutivo anual. O período aproximado de gestação é de 9 a 12 meses.
O comportamento de reprodução foi observado em agosto na Baixa California. Esse comportamento ocorreu a 6 metros abaixo da superfície em um recife de rocha com fundo arenoso. Dois machos pequenos seguiram sob uma fêmea de tamanho médio enquanto empurravam a região genital. Esse mesmo comportamento também foi visto em agosto no Scripps Institute of Oceanography em uma profundidade de 4,5 m. Nessas áreas, os filhotes nascem no final do verão/início do outono e os subadultos são mais abundantes durante o verão perto da costa.

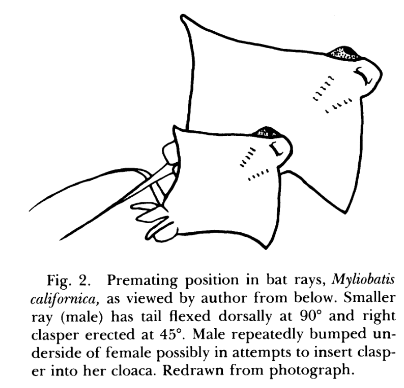
Uma posição específica de reprodução consistia em o macho ser posicionado ligeiramente atrás e abaixo da fêmea (que é maior que o macho) enquanto nadava de forma sincronizada em um ritmo lento.

Uma posição específica de reprodução consistia em um macho posicionado ligeiramente atrás e abaixo da fêmea (que é maior que o macho) enquanto nadava de forma sincronizada em um ritmo lento. A cauda do macho era posicionada dorsalmente em um ângulo de 90 graus, enquanto uma pinça era estendida dorsalmente em um ângulo de 45 graus. O macho se movia repetidamente para frente e para trás a fim de se aproximar da parte inferior da fêmea para inserir o clásper em sua cloaca.

### Idade/crescimento

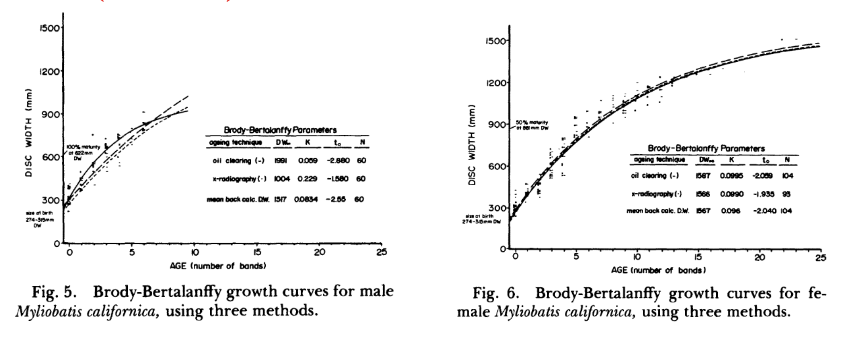
Estes gráficos mostram a correlação entre a idade e a largura do disco para os machos e fêmeas de arraias-morcego.

As arraias-morcego não podem ser envelhecidas usando métodos tradicionais de envelhecimento devido à falta de estruturas calcificadas. A idade pode ser determinada pela análise das faixas de crescimento nos centros vertebrais. Faixas translúcidas estreitas são formadas durante o inverno e faixas opacas são formadas nos meses de verão. Tanto o clareamento com óleo quanto o raio X podem ser usados; no entanto, cada um é mais preciso em um sexo diferente. O clareamento com óleo utiliza um microscópio de dissecação e luz de fibra óptica para examinar uma face do centro preparada a fim de visualizar as faixas. Para determinar a idade dos homens, a técnica de radiografia produz uma curva de crescimento mais realista. Para a idade das fêmeas, o clareamento com óleo produz os melhores resultados. As arraias-morcego fêmeas podem ter um tamanho assintótico maior, com uma largura de disco de 1587 mm, em comparação com os machos, que atingem apenas cerca de 1004 mm. Além disso, os machos têm uma taxa de crescimento maior, com k=0,229, em comparação com as fêmeas (k=0,0995).

## Dieta
As arraias-morcego se alimentam de moluscos, crustáceos e pequenos peixes no fundo do mar, usando suas nadadeiras peitorais semelhantes a asas para mover a areia e expor as presas. Elas também podem usar o focinho para cavar trincheiras de até 20 cm de profundidade para expor presas enterradas, como amêijoas. As arraias-morcego criam poços ao escavar o substrato para se alimentar de invertebrados e pequenos peixes. Essas fossas podem ter até 20 cm de profundidade e 4 m de comprimento. Ao escavar invertebrados, os peixes pequenos são frequentemente atraídos para aproveitar a chance de se alimentar desses organismos de forma oportunista. As arraias-morcego são consideradas generalistas oportunistas, o que significa que consomem o alimento que está mais disponível para elas. Essas arraias provavelmente usam um tipo de mecanismo de sucção para obter suas presas menores do substrato. As arraias-morcego geralmente se alimentam de moluscos, mas também de amêijoas, poliquetas, caranguejos, camarões, vermes do grupo Echiura, pepinos-do-mar, gastrópodes, ofiuroides e peixes teleósteos. As arraias maiores tendem a se alimentar de uma variedade maior de presas e também consomem uma quantidade maior de presas grandes. Na Baía de Humboldt, as amêijoas são a principal fonte de alimento das arraias-morcego. Os vermes do grupo Echiura são consumidos apenas pelas arraias adultas. As amêijoas e caranguejos são fontes de alimento mais importantes para as arraias fêmeas subadultas, enquanto os poliquetas e os camarões são mais importantes para os machos subadultos.
Os dentes das arraias-morcego são planos e semelhantes a pavimentos, formando fileiras bem compactadas que são usadas para esmagar e moer a presa - as conchas esmagadas são ejetadas e a carne consumida. Como em todos os elasmobrânquios, esses dentes caem e são substituídos continuamente. As presas com conchas são quebradas com os dentes e, em seguida, essas partes duras da concha são cuspidas, enquanto os pedaços mais macios são engolidos. Durante a temporada de desova das lulas, eles também comem lulas mortas ou moribundas.
Os hábitos de alimentação podem ser alterados devido a mudanças ou anomalias climáticas. Quando a temperatura da superfície do mar aumentou, descobriu-se que as arraias-morcego na Baixa Califórnia do Sul, no México, consumiam mais caranguejos pelágicos e vermes em comparação com seus caranguejos e estomatópodes típicos. Isso se deveu à maior presença de caranguejos pelágicos na área, causada pelo aumento da temperatura da água.

## Status de conservação
Essa espécie está atualmente listada como pouco preocupante pela Lista Vermelha de Espécies Ameaçadas de Extinção da IUCN. As arraias-morcego não são ativamente regulamentadas de acordo com o Pacific Fishery Management Council. Embora haja algumas restrições gerais sobre o tipo de equipamento que pode ser usado, essas arraias ainda precisam lidar com predadores. Entre os predadores da arraia-morcego estão o leão-marinho-da-califórnia, o tubarão-branco e o cação-bruxa. Para se manterem a salvo dos predadores, as arraias-morcego se camuflam na areia.

## Relação com os seres humanos
Embora a arraia-morcego, assim como arraias da subordem Myliobatoidei, tenha um espinho venenoso em sua cauda (próximo à base), ela não é considerada perigosa e usa o espinho somente quando é atacada ou está assustada. Os seres humanos podem evitar esses espinhos embaralhando os pés ao atravessar a areia rasa.
Atualmente, a arraia-morcego é pescada comercialmente no México, mas não nos Estados Unidos. Pré-historicamente, as tribos nativas da costa da Califórnia (provavelmente Ohlone), especialmente na área da Baía de São Francisco, pescavam arraias-morcego em grandes quantidades, presumivelmente para alimentação.
Os produtores comerciais há muito tempo acreditam que as arraias-morcego (que habitam as mesmas áreas estuarinas favorecidas pelo setor) se alimentam de ostras e as capturam em grandes quantidades. De fato, os caranguejos (que são presas das arraias-morcego) são os principais responsáveis pela perda de ostras. As arraias-morcego não são consideradas ameaçadas ou em perigo de extinção.
As arraias-morcego são populares em parques marinhos, e os visitantes geralmente têm permissão para tocar ou acariciar a arraia, normalmente nas laterais.

## Relação com outros animais
Os buracos que as arraias-morcego deixam para trás depois de cavar com seus focinhos permitem que os peixes menores comam os organismos escondidos na areia que, de outra forma, eles não conseguiriam encontrar sozinhos. Esses buracos podem ter até 4 metros de comprimento e 20 centímetros de profundidade.

## Galeria

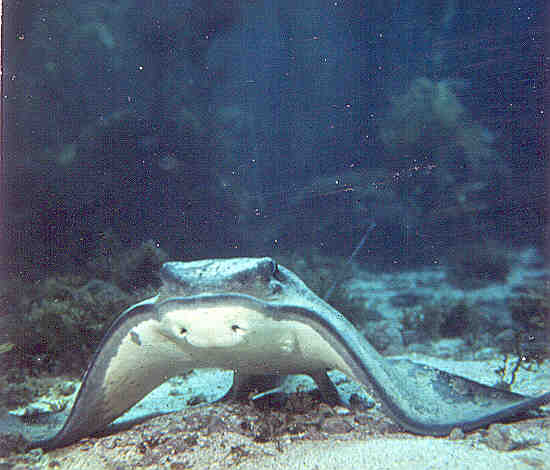
Arraia-morcego adotando uma postura de alimentação.
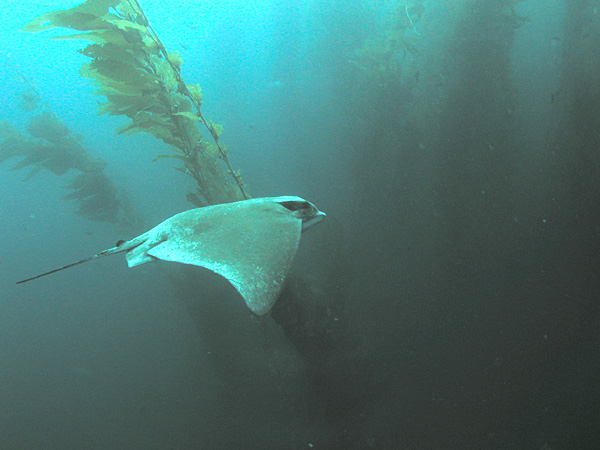
Arraia-morcego em floresta de algas, na Ilha de San Clemente.
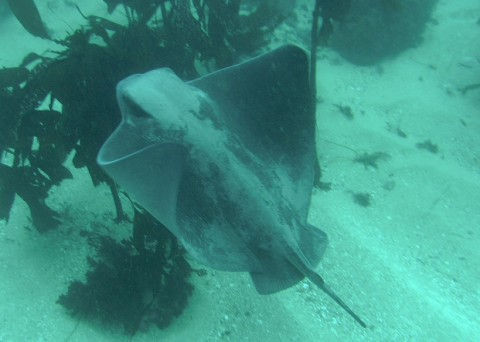
Arraia-morcego em Point Lobos [en].
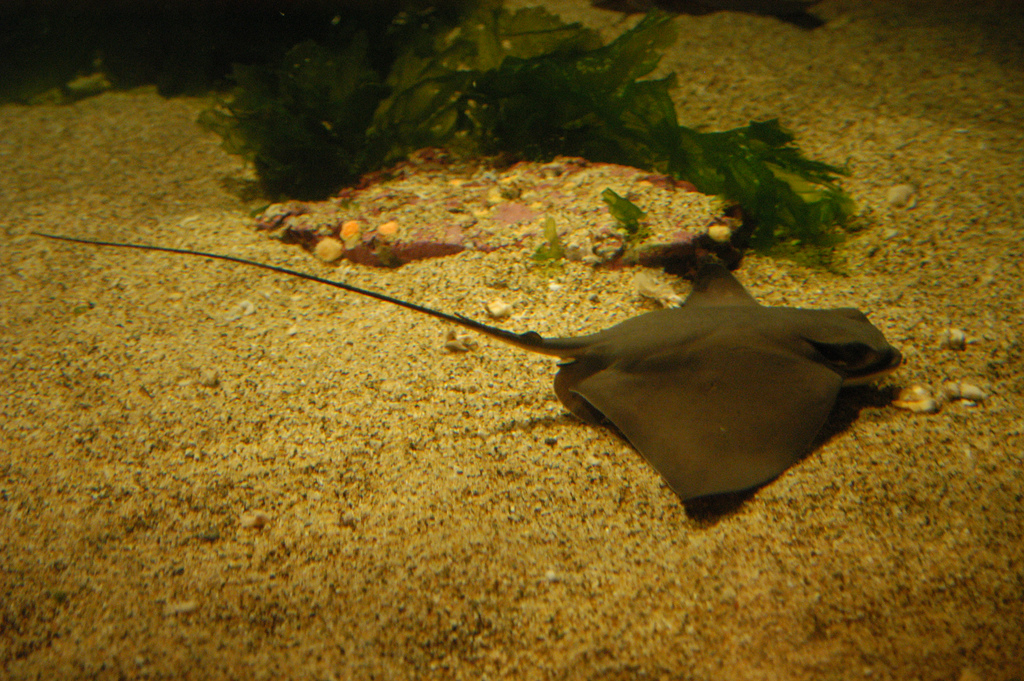
Arraia-morcego no Aquário da Baía de Monterey.